# باري لونغ (كاتب)
باري لونغ (بالإنجليزية: Barry Long)‏ هو مدرس وكاتب أسترالي، ولد في 1 أغسطس 1926 في سيدني في أستراليا، وتوفي في 6 ديسمبر 2003.

## وصلات خارجية
- باري لونغ على موقع ميوزك برينز (الإنجليزية)